# 月刊Birz
《月刊Birz》，是由幻冬舍Comics出版的漫畫雜誌，每月發行一期，已於2018年8月號（2018年6月30日發售）之後廢刊。最早的前身是Schola於1986年創辦的《Comic Burger》，1996年更名為《Comic Birz》。1999年Schola破產，雜誌由Sony Magazines繼續經營。2001年Sony Magazine的漫畫部門移交至幻冬舍旗下，幻冬舍Comics成立並接手雜誌至廢刊為止。

## 沿革

### Comic Burger（1986-1996）
- 1986年：創刊號發行，期號為1986年11月15日號[1]。出刊頻率為一個月兩期，每月第二、第四個星期二出刊。
- 1993年：1993年7号之後暫時停刊。改版成月刊後於1993年7月号恢復出刊。
- 1996年：1996年4月号之後停刊，共發行189期[1]。

### Comic Birz（Schola，1996-1999）
- 1996年：《Comic Burger》改名為《Comic Birz》，於1996年7月號起重新出發[2]。
- 1999年：出版社Schola於3月23日宣告破產[3][4]，1999年5月号在有下期預告的情況下成為雜誌的最後一期[2]。共發行35期[2]。

### Comic Birz（Sony Magazines，1999-2001）
- 1999年：Schola破產後，編輯部移轉至Sony Magazines（日语：ソニー・マガジンズ）旗下[4]，於1999年8月號重新出發[5]。
- 2001年：Sony Magazines退出漫畫市場[4]，2001年12月號之後進入停刊，共發行29期[5]。

### Comic Birz（幻冬舍Comics，2002-2015）
- 2001年：Sony Magazines撤出後，編輯部歸入幻冬舍新設的子公司幻冬舍Comics[4]，2002年1月號重新出發[6]。
- 2015年：雜誌迎來改版，至此共發行222期[6]。

### 月刊Birz（幻冬舍Comics，2015-2018）
- 2015年：6月号起雜誌改版，更名為《月刊Birz》[7]。免費漫畫網站《數位Birz》上線。
- 2016年：9月号迎來創刊20週年。2016年8月10日透過主要的幾家電子書店開始發行電子版[8]。
- 2018年：8月號之後進入休刊[9]，共發行39期[10]。

## 《月刊Birz》連載中作品
※自2002年1月號算起，列出至2018年8月號廢刊時仍未完結的作品
- 天电杂音的公主（冬目景）2016年9月号 - 2018年8月号 ※續篇移至講談社《Evening》

移至《數位Birz》
- 喵喵純喫茶（杉崎由綺琉）2012年10月号 -
- 此花綺譚（天乃咲哉）2015年2月号 -
- 警視廳拔刀課（齋藤岬）2015年9月号 -
- （天堂きりん）2015年10月号 -
- （山田デイジー）2015年11月号 -
- （くるねこ大和）2016年4月号 -
- 純潔戰線（草野紅壹）2016年11月号 -
- 钟表店的姐姐（いけだたかし）2016年12月号 -
- 綾辻黄泉路地圖工房（逢坂八代）2016年12月号 -
- （つばな）2017年1月号 -
- （青野春秋）2017年5月号 -
- 感伤的去向（榎本ナリコ）2017年7月号 -
- （原作：唖鳴蝉、作画：三ツ矢彰）2018年6月号 -
- 少女妖怪 石榴（星野リリィ）2006年4月 -
- BEAST of EAST〜東方眩暈錄〜（山田章博、不定期連載）1995年12月号 - ※自《Comic Burger》時期連載至今
- 亞由多（Pako）2014年5月号 -

移至《Rutile SWEET》
- （木木）2015年6月号 - ※移自《Comic Spica（日语：スピカ (雑誌)）》

各電子書店出版
- 薔薇下的真相（日语：Under the Rose）〜春之賛歌〜（船戶明里（日语：船戸明里））2015年6月号 - ※移自《Comic Spica（日语：スピカ (雑誌)）》

## 已完結作品

### 《Comic Burger》（1986-1996）
※1986年11月25日號至1996年4月號，僅列出連載作品，單篇或短篇不計入
- 午夜之眼（寺澤武一）1986年1號 - 1990年20號
- （小谷憲一）1986年1號 - 1990年1號
- （谷地惠美子（日语：谷地恵美子））1986年1號 - 1988年1號
- TAKE IT EASY（岡崎京子）1986年1號 - 1987年7號
- （新谷薰）1986年1號 - 1991年4號
- 1986年1號 - 1987年23號
- 1986年1號 - 1987年18號
- MR.DOZAEMON（三浦滿）1986年1號 - 1987年6號
- 1986年1號 - 1987年6號
- G（小池桂一）1986年1號 - 1987年7號
- （原作：田波靖男、作畫：近藤洋助）1986年1號 - 1987年15號
- 1986年1號 - 1987年2號
- 金字塔1986年1號 - 1987年17號
- 1986年1號 - 1989年16號
- 1986年1號 - 1987年17號
- （竹宮惠子）1986年1、3号、1987年2、4、6、8号
- 1986年2號（短篇），1986年3號 - 1989年23號
- （奧平哲男、不定期連載）1986年2號 - 1988年4號
- 1987年1號 - 9號
- 1987年2號 - 11號
- 新･聊齋誌異（手塚治虫、短期集中連載）1987年4號 - 5號
- （中西太）1987年5號、1987年14號
- （永井豪）1987年7號 - 1988年6號
- 1987年7號 - 15號
- （雨宮淳、短期集中連載）1987年8號 - 10號
- 雷火（日语：雷火）（原作：寺島優、作画：藤原神居）1987年10號 - 1997年10月號 ※持續連載至Schola時期
- （大橋大、不定期連載）1987年10月號、1987年12月號、1988年2月號（「しあわせを呼ぶ自衛官」）
- 春色無邊（三浦滿）1987年11月號 - 1988年23號
- 1987年14號 - 1988年23號
- （原作：池田英三、作畫：川口敬（日语：川口敬））1987年16號 - 1988年17號
- （大和田夏希）1987年16號 - 23號
- （原作：北濱流一郎（日语：北浜流一郎）、作畫：岩村俊哉（日语：岩村俊哉））1987年16號 - 1988年12號
- （涌井廣隆、上農博昭）1987年17號 - 1988年6號
- 1987年18號 - 1988年10號
- （中西風太）1987年18號 - 1988年10號
- （水島新司）1987年22號 - 1992年7號
- （原作：牛次郎、作畫：近藤洋助）1987年24號 - 1988年20號
- 1988年2號 - 1988年16號
- （雨宮淳）1988年8號 - 1989年9號
- 1988年9號 - 1988年22號
- 1988年10號 - 1989年2號
- （吉田戰車）1988年11號 - 1989年8號
- （奧平哲男）1988年14號 - 23號
- （上農ヒロ昭）1988年18號 - 1989年22號
- S･T･E･P!（鯛中麻弥子）1988年18號、1989年1號
- （青木きむこ）1988年20號 - 1990年12號
- 火の玉ボーズ（山本輝彦）1989年1號 - 18號
- 航空自衛隊物語 AIR MAN 希典（古川新吾）1989年2號 - 17號
- めでぃかるぱにっく（結城泰）1989年3號 - 1995年8月號
- FUNKY A GO GO!（田嶋仁、短期集中連載）1989年3號 - 4號
- お仕事中です（中川いさみ）1989年6號 - 20號
- むかい風のジンクス（工藤誠一）1989年8號 - 17號
- 戦え!学生さん（吉田戰車）1989年9號 - 21號
- 大沢麗香でございます!!（雨宮淳）1989年10號 - 15號
- Don't Cryしんちゃん（とみさわ千夏）1989年10號 - 15號
- 銀の羽根（南聖二）1989年12號 - 13號
- リバーシブル（小川英、前田治行、内山まもる）1989年14號 - 1990年25號
- ようこ･夢の宿（高見まこ）1989年16號 - 17號
- 男にしてくれ（幸咲マヤコ）1989年16號 - 21號
- 闇の鶯（諸星大二郎）1989年16號 - 20號
- ドントクライしんちゃん（とみさわ千夏）1989年16號 - 17號
- （天沼俊）1989年18號 - 1991年2號
- DEFENSE FORCE（古川新吾、杉山王郎）1989年19號 - 1990年7號
- 狼男関西風（吉岡平、藤原まさひこ）1989年20號 - 1990年9號
- ぶっ飛び広海くん（うえやまとち）1989年21號 - 23號
- 天職の泉（中川いさみ）1989年21號 - 1990年17號、1994年10月號（特別篇）
- ダイヤモンド（夢野一子）1989年21號 - 24號
- バイオ･ハンター（細野不二彦）1989年22號 - 1990年24號
- いじめてくん（吉田戰車）1989年22號 - 1991年8號
- 3歳児くん（いがらしみきお）1989年23號 - 1992年17號
- BOXER（村雨竜彦、神矢みのる）1989年23號 - 1990年18號
- ヒコーキボーイ（鴨川つばめ）1990年1號 - 14號
- HOWTOSEXロマン主義愛の都（後藤ユタカ、短期集中連載）1990年1號 - 1990年2號
- 鑑識刑事（東史朗、近藤洋助）1990年2號 - 1991年12號
- SHADOW（大島矢須一）1990年5 - 6號、16 - 17號
- リアル（狩撫麻礼、本沢たつや）1990年7號 - 18號
- ドサレスラー伝説（山本輝彦）1990年7號 - 23號
- いつもお祭り気分（筏丸けいこ、花田ひろし）1990年8號 - 19號
- 風にヨロシク!（わたべ淳）1990年10號 - 1992年13號
- 熱烈的喰好ガール（山口讓司）1990年11號 - 1991年16號
- 大河リレー4コマ（多位作者接連執筆）1990年13號 - 1993年7號
- あけぼの三四郎（上農ヒロ昭）1990年13號 - 1992年17號
- からげんき（ほりのぶゆき）1990年13號 - 1992年16號
- サイドミラーの風景（多位作者接連執筆）1990年13號 - 1991年3號
- （末松正博）1990年18號 - 1992年7號
- カサパパ（中川いさみ）1990年19號 - 1992年15號
- ダイダラ伝説（星野之宣、短期集中連載）1990年20號 - 1990年21號
- とりたて一番!（岡崎つぐお）1990年23號 - 1991年22號
- 新選組（工藤かずや、金井たつお）1990年24號 - 1992年17號
- タイトロープ（前田治行、内山まもる）1991年1號 - 18號
- トッカン･コンタ（天沼俊）1991年3號 - 12號
- 彼女とクロスワーキング（春日光広）1991年4號 - 1992年17號
- アトムおじさん（山松ゆうきち）1991年4號 - 16號
- （原作：桑原讓太郎（日语：桑原譲太郎））1991年5號 - 1992年7號
- （吉田戰車）1991年10號 - 1993年6號
- 雷電王（原作：M.A.T.、作画：龍崎遼兒（日语：竜崎遼児））1991年12號 - 1993年7號
- ニッポンチャチャチャ（茶花ぽこ）1991年12號 - 16號
- 1991年13號 - 1993年7號
- 1991年14號 - 1993年7號
- 1991年14號 - 1992年17號
- N.D.D.（大沢在昌、高河ゆん）1991年15號 - 1992年21號
- （細野不二彥）1991年16號 - 1995年1月號
- うららコネクション（山口譲司）1991年19號 - 1992年14號
- BOY&LADY（摩周子）1991年20號 - 1992年19號
- シャッター･オブ･ドリームス（仲久晃央、久能康生）1991年22號 - 1992年8號
- 1991年23號 - 1993年7號
- パーティー･パーティー（阿部佳世子）1992年8號 - 17號
- 緋牡丹市民（岩田元喜、三浦みつる）1992年9號 - 17號
- 武 TAKERU（寺澤武一）1992年18號 - 1994年2月號
- ギャグメンタリー穴弾（ほりのぶゆき）1992年18號 - 1993年2號
- ハードロック1992年18號 - 1994年12月號
- （春日光廣）1992年18號 - 1994年12月號
- 氷炎の孤島（村野守美）1992年18號 - 1993年2號
- ショクバの花（中川いさみ）1992年18號 - 1993年12月號
- （原作：田中誠一）1992年19號 - 1993年7號
- （山口讓司）1992年20號 - 1993年5號
- 外道記（菊池秀行、山田章博）1992年22號 - 1994年8月號
- （阿部佳世子）1992年24號 - 1995年12月號
- 1993年3號 - 1997年3月號 ※持續連載至Schola時期，改題為「超人読本」
- ボンデージ（井上克美）1993年2號 - 3號
- 怪社訪問（いかわたかみち）1993年4號 - 1994年10月號
- 1993年5號 - 1994年12月號
- モグモグちゅう♡りっぷ（そうめぐみ）1993年6號 - 1994年5月號
- （山口讓司）1993年7月號 - 1994年3月號
- 陰陽師（日语：陰陽師 (漫画)）（原作：夢枕獏、作画：岡野玲子）1993年7月號 - 1999年5月號 ※持續連載至Schola時期、移至白泉社《月刊Melody（日语：月刊メロディ）》
- 火星ルンバ（吉田戰車）1993年7月號 - 1995年8月號
- とりぷる♥トラブル（富田安紀良）1993年7月號 - 1994年5月號
- 仙道呪術烈士 TAO（井上克美）1993年8月號 - 1995年11月號
- 2018（石川優吾）1993年9月號 - 12號
- あやかしの狩人（渡辺智彦、新井龍司）1993年9月號 - 1994年11月號
- D･Dバスター（強矢和実）1993年10月號、1994年3、9月號
- I ラヴ 愛ちゃん♡（茶花ぽこ）1993年10月號 - 1995年4月號
- （聖悠紀）1993年11月號 - 12月號
- I ラヴ愛ちゃん♡（茶花ぽこ）1994年1月號 - 1995年4月號
- すまたポポヒ（野田浩生）1994年1月號 - 1995年4月號
- レイジング･メロン（浅野香織）1994年1月號 - 1995年1月號
- 南海の学生（中川いさみ）1994年2月號 - 1996年1月號
- 天使が街にやってきた（丹羽克一郎）1994年2月號 - 4月號
- （蒔野靖弘）1994年4月號 - 1996年4月號
- お宝姉妹の大冒険（山吹ショウマ）1994年7月號 - 1996年2月號
- カッパ トゥ ザ ティーチャー（まつもと泉、西野めぐみ、冬馬由美）1994年8月號 - 1995年10月號
- 恋する惑星（丹波克一郎）1994年8月號、11月號
- Come²ハリー（木本よし子）1994年8月號 - 1995年4月號
- （新名あき（日语：新名昭彦））1994年9月號 - 1996年4月號
- 1994年9月號 - 1995年2月號
- おきらく×エンジェル（富田安紀良）1994年10月號 - 1995年3月號
- アタゴオル（日语：アタゴオル）（ますむらひろし）1994年12月號 - 1996年4月號 ※系列作品，前作和續作皆於不同雜誌連載
- 1995年2月號 - 11月號、1996年7月號 - 2000年7月號 ※持續連載至Sony Magazines時期
- ZERO零點（冬目景、短期集中連載）1995年2月号 - 4月号
- 海腹川背（日语：海腹川背）1995年4月號 - 11月號
- LIVE!!――俺たちのたどりつく場所（原作：永野椎菜；作畫：市東亮子）1995年5月號 - 1996年4月號
- 退魔針（原作：菊地秀行、作画：齋藤岬）1995年5月号 - 1999年5月号、1999年7月号 - 2002年11月號 ※持續連載至幻冬舍Comics時期
- （工藤かずや、山口まさかず）1995年5月號 - 1996年4月號
- （雨宮慶太）1995年5月號（預告篇） - 1996年2月號
- 永遠の都（原作：Template:Ltsl、作画：あしべゆうほ）1995年5月號 - 1996年4月號
- アリス12（新谷かおる）1995年5月號 - 1996年4月號
- たくらだ（あべかよこ）1995年5月號 - 1996年4月號
- ぷにぷにでんじゃらす（庄司ひろみ）1995年5月號 - 1996年4月號
- 王國小屋（高河弓）1995年6月號 - 1996年11月號 ※持續連載至Schola時期
- リュウノスケ（小泉吉宏）1995年7月號 - 1996年3月號
- 1995年7月號 - 1998年2月號 ※持續連載至Schola時期
- 歯ぎしり球団（日语：歯ぎしり球団）（吉田戦車）1995年11月號 - 1996年4月號
- （大雪師走）1995年12月號 - 1996年4月號、1996年7月號 - 1997年2月號、2000年1月号 - 2002年7月號 ※持續連載至Sony Magazines時期
- 1995年12月號 - 1997年10月號 ※持續連載至Schola時期
- キューピッドくん（いかわたかみち）1995年12月號 - 1997年10月號 ※持續連載至Schola時期
- 羔羊之歌（冬目景）1996年1月号 - 2002年11月号 ※持續連載至幻冬舍Comics時期
- おまえらいいかげんにしろよ!（東城和実）1996年3月號 - 1996年4月號 ※持續連載至Schola時期
- Dr.モードリッド（外薗昌也）1996年4月號 - 1997年2月號 ※持續連載至Schola時期

### 《Comic Birz》（Schola，1996-1999）
※列出Schola發行期間【1996年7月号 - 1999年5月号】連載的作品
- 1996年7月号 - 1998年5月号
- 新･歯ぎしり球団（日语：歯ぎしり球団）（吉田戦車）1996年7月號 - 1997年11月號
- 魔法使いが始まる（沓澤龍一郎）1996年7月号 - 1997年6月號
- 平凡キック（取山忠治）1996年7月号 - 10月號
- LIVE RUN（市東亮子）1996年7月号 - 1999年5月號
- THE極楽浄土ジャンボリー（キクチヒロノリ）1996年7月号 - 1997年12月號
- 餓狼傳（日语：餓狼伝）（原作：夢枕獏、作画：板垣惠介）1996年8月号 -  ※移至讲谈社《Young Magazine Uppers（日语：ヤングマガジンアッパーズ）》
- （ぶるまほげろー）1996年8月号 - 1997年4月號
- 東京爆裂娘（谷村ひとし）1996年9月号 - 1997年5月號
- 素ッ裸の幸せ。（槻城ゆう子）1996年10月号 - 1998年8月號
- DEATH キューピッド（岡田ユキオ）1996年12月号 - 1997年10月號
- （結城泰）1997年1月號 - 1998年2月號
- ハートフル（取山忠治）1997年6月号 - 7月號
- ヴァリアント（是沢重幸）1997年6月号、1998年5月號
- （菊地正太）1997年7月号 - 2004年5月號 ※持續連載至幻冬舍Comics時期
- 1997年8月号 - 1999年5月號
- MOTHER（原作：、作畫：秋原龍彥）1997年9月号 - 1999年3月號
- 1997年9月号 - 2000年2月號 ※持續連載至Sony Magazines時期
- 誕生BIRTH（山口讓司）1997年11月号 - 2003年9月號 ※持續連載至幻冬舍Comics時期
- 荒鷲と要塞（星野之宣）1997年11月号 - 12月號
- 宇宙キャット（たなか夫妻）1997年12月号 - 1998年5月號
- 亡者之劍（原案：菊地秀行）1998年3月号 - ※移自Schola《Comic Schola（日语：コミックスコラ）》、持續連載至幻冬舍Comics時期
- re-set（奧瀬サキ）1998年3月号 - 4月號
- 1998年3月号 - 2000年7月號 ※持續連載至Sony Magazines時期
- （吉田戰車）1998年6月号 - 2002年3月號 ※持續連載至幻冬舍Comics時期
- FLOWERS（奥瀬サキ）1998年7月号 - 1999年3月號
- おさるの時間（玉木満）1998年7月号 - 1999年5月號
- （高口純）1998年8月号 - 1999年5月號
- 1998年9月号 - 2000年9月號 ※持續連載至Sony Magazines時期
- （東城和實）1998年10月号 - 2001年2月號 ※持續連載至Sony Magazines時期
- 寄聖者（阿部忍）1999年5月号、1999年8月號 ※持續連載至Sony Magazines時期

### 《Comic Birz》（Sony Magazines，1999-2001）
※列出Sony Magazines發行期間【1999年7月号 - 2001年12月号】連載的作品
- 夜刀神使（日语：夜刀の神つかい）（原作：、作画：志水明）1999年8月号 - 2007年10月号 ※持續連載至幻冬舍Comics時期
- （新谷薰）1999年8月号 - 2001年6月号
- （星野之宣）1999年8月号（序幕），1999年10月號 - 2001年2月號
- （雁須磨子）1999年9月号 -
- 1999年9月号 -
- SUZAKU（原作：藤木稟、作畫：坂本一水）2000年1月号 - 2002年6月號 ※持續連載至幻冬舍Comics時期
- 瑪莉的音樂盒（古屋兔丸）2000年1月号 - 2001年10月號
- 極楽丸（日语：極樂丸）（相川有）2000年2月号、2000年4月號（單篇），2000年8月號 - 2002年6月號 ※持續連載至幻冬舍Comics時期
- 2000年5月号 - 2000年10月號
- 空想科學大戰（原案：柳田理科雄、作画：筆吉純一郎）2000年6月号 -
- 2000年7月号 - 2004年5月號 ※持續連載至幻冬舍Comics時期
- （原作：安田均・友野詳（日语：友野詳）・、作画：田嶋安惠）2000年7月号 - 2003年2月號 ※持續連載至幻冬舍Comics時期
- 空想科學愛迪生（原案：柳田理科雄、作画：カサハラテツロー（日语：カサハラテツロー））2000年8月号 - 2002年6月号 ※持續連載至幻冬舍Comics時期
- 護魔童子（村上真紀）2000年9月號 -
- H2O Image（藤原神居）2000年10月号 - 2000年12月號
- （岩田鷹吉）2000年11月号 - 2002年10月號 ※持續連載至幻冬舍Comics時期
- DEVIL SMILE2001年2月号 - 2002年6月號 ※持續連載至幻冬舍Comics時期
- 全都是F（原作：森博嗣）2001年3月號 - 2001年8月號
- 2001年4月號 - 2002年5月號 ※持續連載至幻冬舍Comics時期
- DEAD SPACE（SUEZEN）2001年9月號 -
- 東亰異聞（日语：東京異聞）（原作：小野不由美）2001年9月號 - 2003年8月號 ※持續連載至幻冬舍Comics時期
- Dr.貓柳田之科學的青春（日语：Dr.猫柳田の科学的青春）（原作：柳田理科雄、作画：筆吉純一郎）2001年3月号 - 2004年7月号 ※持續連載至幻冬舍Comics時期
- 退魔針 魔針胎動篇（原作：菊地秀行、作画：斎藤岬）2001年5月号 - 2004年4月号 ※持續連載至幻冬舍Comics時期
- （東城和實） - 2002年8月號 ※持續連載至幻冬舍Comics時期

### 《Comic Birz》（幻冬舍Comics，2002-2015）
※列出幻冬舍Comics發行期間【2002年1月号 - 2015年5月号】連載的作品
- 少年自警團（淺田寅ヲ）2002年3月號（試閱版）、2002年5月號 - 2006年
- （福原鐵平（日语：福原鉄平））2002年6月號 - 2002年10月號
- 魔物特搜員（日语：カテゴリ：フリークス）（極樂院櫻子）2002年8月号（連續單篇） - ？
- 虛數靈2002年9月号（連續單篇） - ？
- 薔薇少女（PEACH-PIT）2002年9月號 - 2007年7月號 ※移至集英社《週刊YOUNG JUMP》
- 蝴蝶效應（日语：バタフライ (漫画)）（相川有）2002年10月号 - 2006年12月号
- FREEZER（華門）2002年10月號 - ？
- 不及格英雄（南京ぐれ子）2002年11月號 - 2004年10月號
- 家畜人鴉俘（原作：沼正三、作画：江川達也）2002年11月號 - ？
- 退魔針 魔針胎動篇（原作：菊地秀行、作画：齋藤岬）2002年12月號 - 2004年4月号
- 新・亡者之劍（原作：菊地秀行）2003年2月號 - ？
- 妄想科學美少女（原作：六月十三）2003年3月号 - ？
- （岩田鷹吉）2003年4月号 - 2004年4月號
- （福原鐵平（日语：福原鉄平）、不定期連載）2003年4月号 - 2005年4月号
- 幻影博覽會（冬目景、不定期連載）2003年12月号 - 2011年3月号 ※移自Sony Magazines《Bstreet》
- 烏丸響子事件簿（日语：烏丸響子の事件簿）（原作：广井王子）2003年12月號 -  ※移自幻冬舍Comics
- （原作：朝松健、作画：華門）2004年1+2月號 -  ※移自幻冬舍Comics
- 日出之狼：新選組綺談（齋藤岬）2004年5月号 - 2006年10月号
- （岩田鷹吉）2004年6月号 - ？
- 888～悠閒偵探事務所～（桑田乃梨子、隔月連載）2004年6月号 -
- 東京小紅帽（日语：東京赤ずきん）（玉置勉強）2004年6月号 - 2006年10月号 ※移自角川書店
- 壺中堂二代目主人物語–天上之眼（菊地正太）2004年7月号 -
- （高雄右京）2004年10月号 - ？

- 阿化子家銀河商店街（樋口大輔）2013年9月号 - 2015年3月号
- （緒方亭）2011年4月号 - 2013年3月号
- 義呆利 Axis Powers（日丸屋秀和）2010年8月号、2011年11月号 - 2013年8月号
- 殺手競技場（日语：アサシネ）（平野耕太、隔月連載）2013年11月号 - 2014年10月号 ※移自一迅社《Comic REX》
- （三角頭）2010年9月号 - 2012年3月号
- 昆蟲末日R（杉山敏）※移自幻冬舍Comics《webSpica（日语：スピカ (雑誌)）》
- WIZARDS NATION - 天幻少年（日语：WIZARDS NATION）（相川有）
- 有頂天家族（原作：森見登美彥、角色原案：久米田康治、作画：岡田祐）2013年6月号 - 2015年5月号
- （雨瀨栞）2014年8月号 - 2015年7月号
- 恐怖深林（原作：山田悠介） - 2013年11月号
- 驚悚領域那由良（黑谷宗史）2013年8月号 - 2015年2月号
- 萝莉控的教主猊下（高崎雄貴）2013年12月号 - 2014年7月号
- （玉置勉強）2013年6月号 - 2015年4月号
- （秋月亮）
- （伊藤正臣）2014年3月号 - 2015年5月号起休載
- 月下斩魔之花（日语：月輪に斬り咲く）2011年1月号 - 2015年4月号
- 2007年10月号 - ？
- 超跑靚女RS（日语：彼女のカレラRS）（麻宮騎亞）2013年3月号 - 2015年5月号 ※移自集英社《週刊Playboy》
- 鎌倉葵茶房（蒼木雅彦）2011年9月号 - 2012年2月号
- 神威 End of Ark（横川直史）
- （山田穰、不定期連載）2008年4月号 - 2012年12月号
- 他和她的(宅)2（村山涉）2009年12月号 - 2011年11月号
- 我不是魚干女（日语：彼女のひとりぐらし）（玉置勉強）2009年10月号 - 2012年10月号
- 今天開始四姊妹2013年12月号 - 2015年2月号
- （原作：新谷薰、作画：佐伯佳代乃）2009年3月号 - 2017年4月号 ※移自幻冬舍Comics《WebコミックGENZO（日语：幻蔵）》
- （中川悠京） - 2013年6月号
- 2014年6月号 - ？
- 真田的心♥刃 - 2013年7月号
- Samurai Fight！（樋口大輔、系列連載）2014年8月号 - 2014年10月号
- Sarasa ～肉食系美少女～（原作：中山文十郎、作画：平手將之（日语：平手将之））
- 小百合（日语：サユリ）（押切蓮介）2010年3月号 - 2011年5月号
- 超時空戀愛譚（玉越博幸） - 2013年12月号
- 鹿男（原作：萬城目學）2008年5月号 - 2010年3月号
- （原作：あおい（日语：あおい (漫画原作家)）、作画：高嶋博美）2008年6月号 - ？
- （此元和津也） - 2011年8月号
- （ルーツ（日语：ルーツ (漫画家)））2010年1月号 - 2013年11月号
- 戰國活屍 百鬼之亂（橫山仁（日语：横山仁））
- 象的背影（日语：象の背中）（原作：秋元康、腳本：遠藤察男（日语：遠藤察男）、作画：OKAWARI）2007年
- Soul Drop - 幽體研究（日语：ソウルドロップシリーズ）（原作：上遠野浩平、作画：秋吉風鈴）
- 大帝之劍（日语：大帝の剣）（原作：夢枕獏、作画：橫山仁（日语：横山仁））2013年5月号 - 2015年4月号
- 大东京玩具箱（うめ（日语：うめ (漫画家)））2006年11月号 - 2013年9月号
- 2014年9月号 - 2015年3月号
- （井上三太）
- 小不點日記（日丸屋秀和）2009年 - 2010年 ※移至幻冬舍Comics《Comic Spica（日语：スピカ (雑誌)）》
- 東京玩具箱0（うめ（日语：うめ (漫画家)））2013年12月号 - 2014年4月号
- （樋口大輔）2009年4月号 - 2013年8月号
- 外神退散（齋藤岬）2009年5月号 - 2014年5月号
- 龍之毒（齋藤岬）2006年12月号 - 2009年3月号
- 貓女神偷9
- 萌鬼上身！（森美咲）
- 讓暑假666倍樂歪的方法（橫山仁（日语：横山仁））
- 宅男的真愛（原作：、作画：中臣亮）
- 過不了的顎門（山田秋太郎）2014年2月号 - 2014年7月号
- 戀上活死人（玉置勉強）
- 2005年5月号 - 2006年8月号
- 純愛☆偶像（石田敦子）2011年8月号 - ？
- 不可小瞧的三角關係（村山涉）2012年1月号 - 2013年5月号
- 雙子瘋武士！（梅本チンウー） - 2014年4月号
- （桑田乃梨子）2011年8月号 - 2013年12月号
- （貓橋俊雄）
- 2015年4月号 - 2017年3月号
- 回转企鹅罐（原作：、角色原案：、作画：柴田五十鈴）2013年9月号 - 2017年3月号
- 獸耳系家族（日语：ミミツキ）（相川有）2009年7月号 - 2013年2月号
- 淡定偵探AGATHA（相川有） - 2014年3月号
- 2012年11月号 - 2013年11月号
- 八百萬少女（御船麻砥）2006年 - 2008年
- 百合熊風暴（原作：、作画：森島明子（日语：森島明子））2014年4月号 - 2016年6月号
- 來世再聚吧！（日语：来世であいましょう）（小路啓之）2009年5月号 - 2011年6月号
- 2008年6月号 -
- 美男特搜員（原作：あおい（日语：あおい (漫画原作家)）、作画：箸井地圖（日语：箸井地図））2007年12月号 - 2008年7月号
- （齋藤岬）2014年6月号 -2015年7月号
- 警花機動隊～ Reckless Ⅴ～（山口克己（日语：山口かつみ））
- 血色花園（原作：GONZO、作画：綾村切人（日语：綾村切人））2006年10月号 - 2009年3月号
- 海底6000米下的恐懼（小池ノクト）2010年11月号 - 2012年9月号

### 《Birz》（幻冬舍Comics，2015-2018）
移至《Comic Spica》
- （青井秋）2015年6月号
- 2015年6月号 - 2016年2月号
- 昨夜的咖喱 明日的麵包（原作：木皿泉）2015年6月号 - 2015年9月号
- 2015年6月号 - 2015年12月号
- （絵津鼓）2015年6月号 - 2015年7月号
- 2015年6月号 - 2016年4月号
- （三浦紫苑＆西田番）2015年9月号 - 2016年3月号
- 2015年6月号 - 2015年9月号
- （育江綾）2015年7月号 -2018年4月号
- （月子）2015年6月号 - 2018年6月号

於新裝版《月刊Birz》開始連載的作品【2015年6月号 - 】
- （押切蓮介）2015年7月号 - 2016年3月号
- 2015年6月号 - 2017年6月号
- 2016年5月号 - 2017年11月号
- （土山滋、原案：竪谷博）2016年11月号 - 2017年1月号以降休載
- metro ex2016年10月号 - 2017年12月号
- （賣野機子（日语：売野機子））2017年4月号 - 2017年12月号
- （原作：森博嗣）2017年1月号 - 2018年3月号
- 2017年2月号 - 2018年3月号
- （原作協力：久住昌之、作画：魚乃目三太（日语：魚乃目三太））2017年1月号 - 2018年3月号
- （原作：新谷薰、作画：佐伯佳代乃）2017年12月号 - 2018年5月号

## 《數位Birz》
※於2015年4月30日上線的漫畫網站，連載陣容包含移自《Comic Birz》和《Spica》的作品。部分作品會在《月刊Birz》上刊登出張版。

### 連載中作品
- AMBER DROPS（齋藤岬）Comic Spica No.4 -
- （上田信舟）コミックバーズ2014年5月号 -
- 菇菇文學全集-菇菇讓你愛上文學名著（小鳩万理）Comic Spica No.7 -
- 妳我的双人间（日语：ふたりべや）（雪子（日语：雪子 (漫画家)））コミックバーズ2014年9月号 -
- 付喪神物語（原作：神奈木智、作画：山本小鐵子）
- 女騎士、経理になる。（日语：女騎士、變成會計了。）（原作：Rootport）
- 料理做過頭的少女與完食系男子（揚立しの）
- （菊地正太）※移自《幻冬舎plus》
- 轉生就是劍
- 澤飯家的型男大主廚‧光（山田可南）
- 我好像來到了異世界，怎麼辦？（原作：舞）
- 全班都被召喚到異世界去，只有我被留下來
- （原案：Rootport）
- （原作：百門一新）
- （原作：緋色優希）
- （原作：、作画：金田正太郎）
- （原作： 作画：、角色原案：門井亞矢）
- （原作：TO〜KU、作画：水玉）

### 已完結作品
移自《Comic Birz》的作品
- 有頂天家族（原作：森見登美彥、角色原案：久米田康治、作画：岡田祐）
- 超速靚女RS（日语：彼女のカレラRS）（麻宮騎亞）
- （玉置勉強）
- 此花綺譚（天乃咲哉）2018年8月 - 2019年1月 ※移至幻冬舍Comics《Comic Boost》

移自《Comic Spica》的作品
- 江戶小姐（日语：江戸モアゼル）
- （石川チカ）
- 新堂家的事情（村上真紀）
- （岡井ハルコ）
- 偵探少女有紗事件簿 來自溝口的愛（原作：東川篤哉）
- 我們的日記（原作：、作画：山本小鐵子）
- （椿）

移自其他公司的作品
- 惡之召使（漫画：貓山宮緒（日语：猫山宮緒）、協力：Mothy、特別協力：克理普敦未來媒體株式会社）

於《數位Birz》開始連載的作品
- （橫山仁（日语：横山仁））
- （玉置勉強）
- 嗅覺控女高中生（なぎみそ）
- （原作：Seven Days War（日语：セブンデイズウォー (企業)）、作画：松原剛、原案・協力：Konami Amusement（日语：コナミアミューズメント））
- 能面與下僕（西荻亨）
- （橫尾公敏）

## 外部連結
- 月刊コミックバーズ最新号のご案内 幻冬舎コミックス GENTOSHA COMICS （页面存档备份，存于） - 官方網站
- デンシバーズ （页面存档备份，存于） - 網路漫畫網站